# 固驿街道
固驿街道，原为固驿镇，是中华人民共和国四川省成都市邛崃市下辖的一个乡镇级行政单位。2019年12月，撤销固驿镇、牟礼镇，设立固驿街道，以原固驿镇和原牟礼镇新街社区、迎祥村、凤林村、三河村、龙凤村、小塘村、杨柳村、开元村所属行政区域为固驿街道的行政区域。固驿街道办事处驻卷洞桥街102号。

## 行政区划
固驿街道下辖以下地区：
春台社区、仁寿社区、花园村、柏林村、临山村、公议村、杨坝村、军田村、龙庵村、南京村、黑石村和水井村。